# Tom Hilde
Tom André Hilde (Bærum, 22 de septiembre de 1987) es un deportista noruego que compitió en salto en esquí. 
Participó en los Juegos Olímpicos de Vancouver 2010, obteniendo una medalla de bronce en la prueba de trampolín grande por equipo (junto con Anders Bardal, Johan Remen Evensen y Anders Jacobsen).
Ganó cuatro medallas de plata en el Campeonato Mundial de Esquí Nórdico entre los años 2007 y 2011.

## Palmarés internacional
| Juegos Olímpicos   | Juegos Olímpicos          | Juegos Olímpicos  | Juegos Olímpicos |
| Año                | Lugar                     | Medalla           | Prueba           |
| ------------------ | ------------------------- | ----------------- | ---------------- |
| 2010               | Vancouver (Canadá)        | Medalla de bronce | TG por equipos   |
| Campeonato Mundial |                           |                   |                  |
| Año                | Lugar                     | Medalla           | Prueba           |
| 2007               | Sapporo (Japón)           | Medalla de plata  | TG por equipos   |
| 2009               | Liberec (República Checa) | Medalla de plata  | TG por equipos   |
| 2011               | Oslo (Noruega)            | Medalla de plata  | TN por equipos   |
| 2011               | Oslo (Noruega)            | Medalla de plata  | TG por equipos   |